# Drake (Rapper)

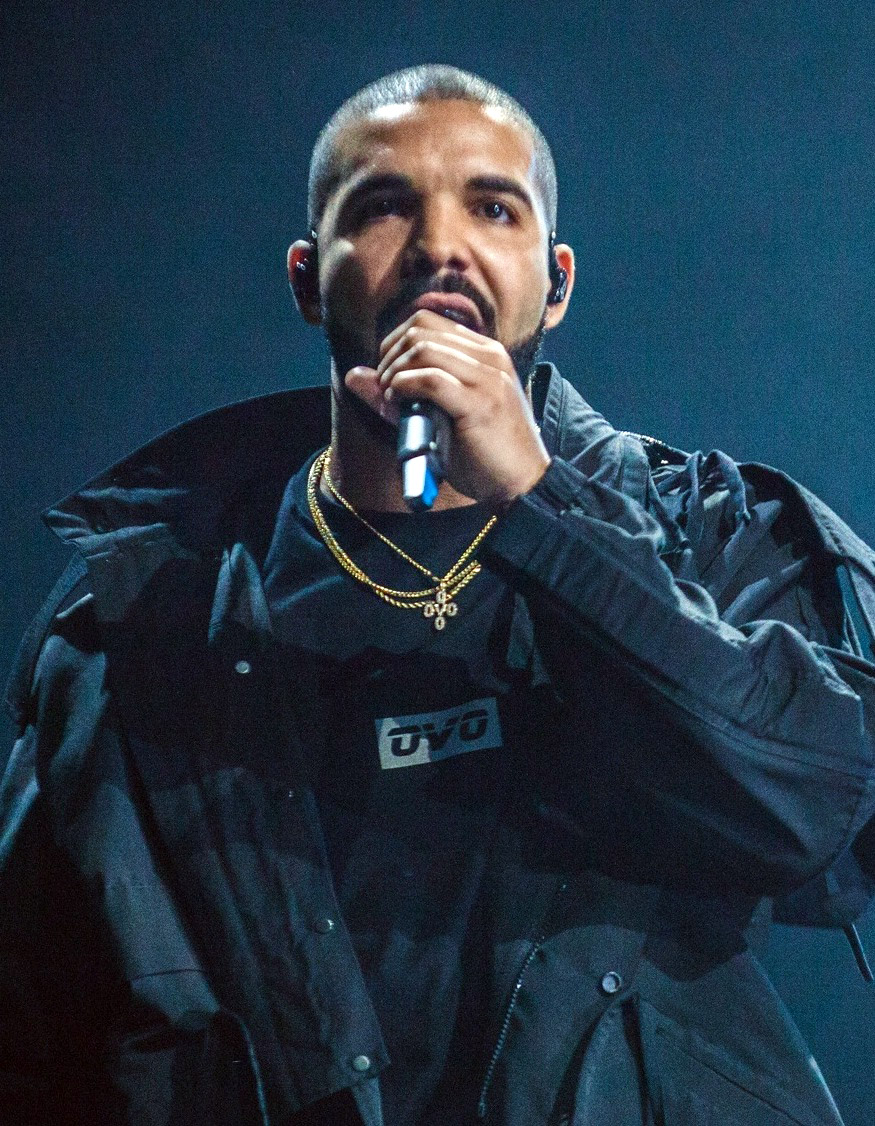
Drake (2016)

Aubrey Drake Graham (* 24. Oktober 1986 in Toronto, Ontario) ist ein kanadischer Rapper, R&B-Sänger und Schauspieler. Seine Lieder veröffentlicht er unter seinem Zwischennamen Drake, wobei er auch unter seinem Pseudonym Drizzy bekannt ist.

## Kindheit und Jugend
Drake wurde 1986 als Aubrey Drake Graham in Toronto in der kanadischen Provinz Ontario geboren. Er ist der Sohn einer Kanadierin und eines US-Amerikaners und besitzt neben der kanadischen auch die Staatsbürgerschaft der Vereinigten Staaten. Sein Vater, der afroamerikanische Musiker Dennis Graham, stammt aus Memphis im US-Bundesstaat Tennessee und ist Anhänger der katholischen Kirche. Er war als Schlagzeuger u. a. für den Musiker Jerry Lee Lewis tätig und ist der Neffe von Larry Graham, der als Bassist der Funkband Sly & the Family Stone bekannt wurde. Drakes Mutter Sandi Graham (geb. Sher), die als Erzieherin und Floristin arbeitete, ist Kanadierin und jüdisch.
Seine Eltern ließen sich scheiden, als Drake fünf Jahre alt war. Nachdem sein Vater nach Memphis in die Vereinigten Staaten zurückgezogen war, wuchs Drake in einfachen Verhältnissen bei seiner Mutter in Toronto auf. Seine Kindheit verbrachte er im Migrantenviertel West End, bevor er im Jahr 2000 mit seiner Mutter in den wohlhabenden, von einer großen jüdischen Bevölkerung geprägten Stadtteil Forest Hill im Bezirk Old Toronto zog. Dort besuchte Graham das Forest Hill Collegiate Institute, bevor er auf die Vaughan Road Academy wechselte. Aufgrund seiner Schauspieltätigkeit brach er die Highschool jedoch ab.
Drake wurde von seiner Mutter jüdisch erzogen und feierte im Alter von dreizehn Jahren seine Bar Mitzwa. Rückblickend bezeichnete er seine Schulzeit als unglücklich, da er aufgrund seines Glaubens und seiner Hautfarbe oft Opfer von Mobbing wurde und wegen seines niedrigen sozialen Status von seinen wohlhabenden Klassenkameraden nicht akzeptiert wurde.

## Karriere
Im Alter von 15 Jahren wurde Drake vom Vater eines Highschool-Freundes, der als Schauspielagent tätig war, entdeckt. Erste Bekanntheit erlangte Graham als Schauspieler in der Jugendserie Degrassi: The Next Generation, in der er ab 2001 die Figur Jimmy Brooks verkörperte. 2006 trat er dann auch als Rapper in Erscheinung, als er eine Reihe von Mixtapes veröffentlichte. Sein erster Erfolg als Musiker war schließlich die Single Replacement Girl, die er zusammen mit Trey Songz einspielte und die vom Fernsehsender BET in dessen Show 106 & Park als Joint of the Day (zu deutsch: Lied des Tages) vorgestellt wurde. Er blieb dennoch – trotz Auftritten auf zahlreichen Mixtapes und Remixen und der Unterstützung von Kanye West, Jay-Z und Lil Wayne – ohne Plattenvertrag. 2009 veröffentlichte er dann die Single Best I Ever Had, die sich zum Hit in den Vereinigten Staaten entwickelte. Als Folge davon entwickelte sich ein Bieterwettstreit zwischen mehreren Major-Labels, an dessen Ende schließlich ein Kooperationsvertrag zwischen Cash Money Records und Young Money Entertainment stand. Als Vertriebslabel dient Universal Records. Drake ist bekannt für seine Mischung aus Hip-Hop und R&B.

### Thank Me Later(2010)

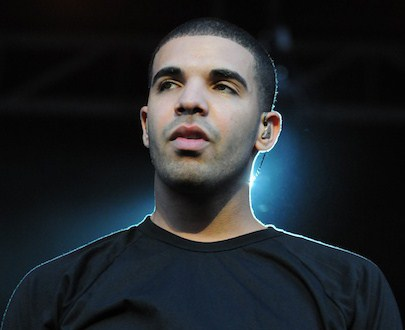
Drake beim Bluesfest (2010)

Der 11. Juni 2010 markiert mit der Veröffentlichung seines Debütalbums Thank Me Later einen wichtigen Punkt in Drakes Karriere. Das Album enthält 15 Songs inklusive des Bonus-Tracks Best I Ever Had und liefert Kollaborationen mit Lil Wayne, Nicki Minaj, Jay-Z, Alicia Keys, The-Dream und weiteren bekannten Künstlern. Am 18. Juni 2010 wurde Find Your Love veröffentlicht – die offizielle Single für sein Thank Me Later-Debütalbum. Die Single-Auskopplung enthält auch den Streettrack Over. Für die Musikvideos zu Over und Find Your Love wurde jeweils der Regisseur Anthony Mandler engagiert. Das in Jamaika gedrehte Video zu Find Your Love erntete Kritik vom jamaikanischen Minister für Tourismus, Edmund Bartlett, da Jamaika im Bewegtbildmaterial negativ und gewaltverherrlichend dargestellt werde.
Thank Me Later landete in den USA auf Platz 1 in den Charts, in Kanada erhielt die Veröffentlichung mit über 100.000 verkauften Einheiten eine Platin-Auszeichnung. Alleine in den USA verkaufte es sich in der ersten Woche 447.000 Mal und war neben Eminems Recovery-Album eines der meist erwarteten Alben des Jahres 2010. Am 23. Juli 2010 wurde bekanntgegeben, dass sich das Album in den Vereinigten Staaten bereits über 1 Million Mal verkauft hatte. Daraufhin wurde es von der RIAA mit Platin ausgezeichnet.

### Take Care,It’s Never Enoughund Kollaboalbum mit Lil Wayne (2011)
2010 und 2011 arbeitete Drake an mehreren Projekten, unter anderem mit seinem Mentor Lil Wayne. Berichten zufolge sollte es ein ganzes Album mit Drake und Lil Wayne als einzige Künstler geben, was jedoch bisher nicht erschienen ist. Das zweite Studioalbum trägt den Titel Take Care und enthält Produktionen von Noah „40“ Shebib, 9th Wonder, T-Minus und Boi-1da. Ursprünglich für den 21. Oktober beziehungsweise den 24. Oktober – Drakes Geburtstag – angekündigt, verzögerte sich die Veröffentlichung auf den 15. November 2011, wobei es einen Tag zuvor, am 14. November, in den deutschen Handel kam. Take Care wurde über Cash Money/Young Money/Universal Records vertrieben. Gastkünstler waren unter anderem Rihanna, Nicki Minaj, Lil Wayne, The Weeknd und Rick Ross. Das Album wurde bei den Grammy Awards 2013 als „Bestes Rap-Album“ ausgezeichnet.

### Nothing Was the SameundWhat a Time to Be Alive(2013–2015)
Die erste Single Started from the Bottom aus dem dritten Studioalbum Nothing Was the Same wurde am 6. Februar 2013 in den USA veröffentlicht. Der Regisseur des Videos ist Director X. Die neue Single präsentierte Drake bei den Grammy Awards 2013.
Das Album erschien am 24. September 2013 und platzierte sich wie die Vorgänger an der Spitze der kanadischen und US-amerikanischen Charts. Neben der höchsten bisherigen Albumplatzierung war auch seine zweite Single Hold On, We’re Going Home in den deutschsprachigen Ländern erfolgreich. In den USA wurden die beiden ersten Singles sowie der mit 2 Chainz und Big Sean aufgenommene Bonus-Track All Me mit Platin und Gold ausgezeichnet. Am 20. September 2015 erschien das Mixtape What a Time to Be Alive in Zusammenarbeit mit dem Rapper Future und wurde über den iTunes Store und Apple Music vertrieben; es erhielt überwiegend positive Bewertungen.

### ViewsundMore Life(2016–2017)
Am 29. April 2016 wurde sein viertes Studioalbum Views weltweit veröffentlicht. Dieses schaffte es auf Platz 1 in den Vereinigten Staaten und zahlreichen anderen Ländern. Die Lead-Single des Albums, One Dance, entwickelte sich zu einem weltweiten Erfolg. Die erreichte in unter anderem Frankreich, Australien, Kanada, der Schweiz, Irland, Neuseeland, dem Vereinigten Königreich, Deutschland und den Vereinigten Staaten die Spitze der Single-Charts. Außerdem war One Dance am 15. Oktober 2016 das meistgestreamte Lied auf Spotify und das erste, das ebendort über eine Milliarde Mal gestreamt wurde.
Die zweite Single aus dem Album Pop Style konnte nicht an den Erfolg des Vorgängers anschließen. Too Good mit Rihanna hingegen erreichte mehrfach Platin in Kanada sowie auch Platin im Vereinigten Königreich. Controlla die dritte Single wurde zudem drei Millionen Mal in den USA verkauft. Aufgenommen wurde die Single-Version in Zusammenarbeit mit Sänger Popcaan.
Am 18. März 2017 veröffentlichte Drake das Mixtape More Life, das die Spitze der US- und Kanada-Charts erreichte. Auch in mehreren europäischen Ländern erreichte es Top-10-Platzierungen. Knapp eine Drittelmillion Verkäufe verzeichnet das Tape. Die Lieder Fake Love und Passionfruit wurden ausgekoppelt. Letztere erreichte unter anderem in den USA die Top-10. Im Sommer 2017 erschien die Non-Album-Single Signs.

### Scary HoursundScorpion(2018)
Anfang des Jahres 2018 veröffentlichte Drake seine zweite Extended Play, Scary Hours. Auf der EP befinden sich zwei Lieder, von denen beide als Single ausgekoppelt wurden. Diplomatic Immunity stieg auf Platz 7 ein, während God’s Plan die Spitzenposition der Billboard Hot 100 erreichte. Somit wurde es seine vierte Nummer-eins-Single in den USA. Das Lied hielt sich elf Wochen an der Spitze der Charts, bevor es von Nice For What, der zweiten Single seines neuen Studioalbums Scorpion, abgelöst wurde. Scorpion wurde über Instagram im April 2018 angekündigt und erschien am 29. Juni 2018. Sechs Lieder wurden als Single veröffentlicht, von denen alle die Top-10 und drei die Spitzenposition in den USA erreichten. Ebenfalls im Juni 2018 wurde Drake zum Künstler mit den meisten durch die RIAA zertifizierten Verkäufen für digitale Singles. Im Juli 2018 brach er einen 54 Jahre alten Rekord der Beatles. Alle 25 Tracks seines neuen Albums waren in den Billboard-100-Charts, sieben in den Top Ten. Im September gab Billboard bekannt, dass Drake den zuvor von Usher im Jahr 2004 aufgestellten Rekord für die meisten Wochen an der Spitze der Billboard Hot 100 innerhalb eines Jahres gebrochen hat. Drei Singles von Drake konnten 29 Wochen die Spitze der Charts belegen.

## Diskografie
Studioalben

| Jahr | Titel Musiklabel                                              | Höchstplatzierung, Gesamtwochen, AuszeichnungChartplatzierungen (Jahr, Titel, Musiklabel, Platzierungen, Wochen, Auszeichnungen, Anmerkungen) | Höchstplatzierung, Gesamtwochen, AuszeichnungChartplatzierungen (Jahr, Titel, Musiklabel, Platzierungen, Wochen, Auszeichnungen, Anmerkungen) | Höchstplatzierung, Gesamtwochen, AuszeichnungChartplatzierungen (Jahr, Titel, Musiklabel, Platzierungen, Wochen, Auszeichnungen, Anmerkungen) | Höchstplatzierung, Gesamtwochen, AuszeichnungChartplatzierungen (Jahr, Titel, Musiklabel, Platzierungen, Wochen, Auszeichnungen, Anmerkungen) | Höchstplatzierung, Gesamtwochen, AuszeichnungChartplatzierungen (Jahr, Titel, Musiklabel, Platzierungen, Wochen, Auszeichnungen, Anmerkungen) | Höchstplatzierung, Gesamtwochen, AuszeichnungChartplatzierungen (Jahr, Titel, Musiklabel, Platzierungen, Wochen, Auszeichnungen, Anmerkungen) | Anmerkungen                                                    |
| Jahr | Titel Musiklabel                                              | DE | AT | CH | UK | US | CA | Anmerkungen                                                    |
| ---- | ------------------------------------------------------------- | --- | --- | --- | --- | --- | --- | -------------------------------------------------------------- |
| 2010 | Thank Me Later Young Money Entertainment                      | DE34 (2 Wo.)DE | — | CH69 (1 Wo.)CH | UK15 Platin · (14 Wo.)UK | US1 ×4Vierfachplatin · (120 Wo.)US | CA1 ×2Doppelplatin · (12 Wo.)CA | Erstveröffentlichung: 11. Juni 2010 Verkäufe: + 4.467.500      |
| 2011 | Take Care Cash Money Records (UMG)                            | DE42 (1 Wo.)DE | — | CH45 (2 Wo.)CH | UK5 ×3Dreifachplatin · (125 Wo.)UK | US1 ×8Achtfachplatin · (… Wo.)US | CA1 ×6Sechsfachplatin · (… Wo.)CA | Erstveröffentlichung: 14. November 2011 Verkäufe: + 9.335.000  |
| 2013 | Nothing Was the Same Cash Money Records (UMG)                 | DE14 (4 Wo.)DE | AT25 (2 Wo.)AT | CH11 (7 Wo.)CH | UK2 Platin · (33 Wo.)UK | US1 ×6Sechsfachplatin · (505 Wo.)US | CA1 ×3Dreifachplatin · (23 Wo.)CA | Erstveröffentlichung: 20. September 2013 Verkäufe: + 6.700.000 |
| 2016 | Views Young Money Entertainment / Cash Money Records (UMG)    | DE11 Gold · (23 Wo.)DE | AT20 Gold · (7 Wo.)AT | CH4 (21 Wo.)CH | UK1 ×3Dreifachplatin · (111 Wo.)UK | US1 ×8Achtfachplatin · (… Wo.)US | CA1 ×6Sechsfachplatin · (… Wo.)CA | Erstveröffentlichung: 29. April 2016 Verkäufe: + 10.354.500    |
| 2018 | Scorpion Young Money Entertainment / Cash Money Records (UMG) | DE8 Gold · (20 Wo.)DE | AT4 (18 Wo.)AT | CH1 (35 Wo.)CH | UK1 ×2Doppelplatin · (140 Wo.)UK | US1 ×7Siebenfachplatin · (… Wo.)US | CA1 ×2Doppelplatin · (… Wo.)CA | Erstveröffentlichung: 29. Juni 2018 Verkäufe: + 8.717.000      |
| 2021 | Certified Lover Boy OVO Sound (UMG)                           | DE3 (24 Wo.)DE | AT3 (10 Wo.)AT | CH2 (66 Wo.)CH | UK1 Platin · (112 Wo.)UK | US1 ×3Dreifachplatin · (… Wo.)US | CA1 ×4Vierfachplatin · (… Wo.)CA | Erstveröffentlichung: 3. September 2021 Verkäufe: + 3.920.000  |
| 2022 | Honestly, Nevermind OVO Sound (UMG)                           | DE3 (11 Wo.)DE | AT2 (9 Wo.)AT | CH1 (11 Wo.)CH | UK2 Gold · (13 Wo.)UK | US1 Platin · (69 Wo.)US | CA1 ×2Doppelplatin · (65 Wo.)CA | Erstveröffentlichung: 17. Juni 2022 Verkäufe: + 1.330.000      |
| 2023 | For All the Dogs OVO Sound (UMG)                              | DE5 (20 Wo.)DE | AT2 (12 Wo.)AT | CH2 (22 Wo.)CH | UK1 Gold · (30 Wo.)UK | US1 (… Wo.)US | CA1 ×2Doppelplatin · (… Wo.)CA | Erstveröffentlichung: 6. Oktober 2023 Verkäufe: + 380.000      |

## Privatleben
Seit 2012 bewohnte Drake ein Anwesen in Hidden Hills, Kalifornien, welches er Anfang 2022 nach dem Erwerb einer Immobilie im Stadtteil Beverly Crest der nahe gelegenen Metropole Los Angeles zum Verkauf stellte. Außerdem besitzt er seit 2017 ein Grundstück in Toronto, auf welchem er sich eine eigene Villa bauen ließ.
Der Rapper führte von 2009 bis 2016 eine On-Off-Beziehung mit der Sängerin Rihanna. Die Beziehung erstmals bestätigt hatte Drake in einer US-amerikanischen Radiosendung 2013 in einem Kommentar gegen ihren Exfreund Chris Brown. Als die beiden 2016 bei den MTV Video Music Awards einen Preis gemeinsam überreichten, machte der Rapper seiner Partnerin eine Liebeserklärung:

“She’s someone… she’s someone I’ve been in love with since I was 22 years old […].”

„Sie ist… Sie ist jemand, in den ich verliebt bin, seit ich 22 Jahre alt bin […].“

Zwei Jahre später, im Oktober 2018, verriet Drake in einem Interview in der US-amerikanischen Talkshow The Shop, dass er vorgehabt hatte, mit Rihanna eine Familie zu gründen.
Drake hat einen Sohn namens Adonis, der am 11. Oktober 2017 geboren wurde. Dieser Umstand wurde erst siebeneinhalb Monate nach der Geburt des Kindes durch den von Pusha T veröffentlichten Diss-Track The Story of Adidon öffentlich. Die Mutter des Kindes ist die ehemalige französische Pornodarstellerin Sophie Brussaux. In seinem Song March 14, welcher auf dem 2018 erschienenen Album Scorpion zu finden ist, rappt Drake über sein Vatersein. In diesem Song bestätigte er zudem das Geburtsdatum seines Sohnes.

## Filmografie
- 2001–2009: Degrassi: The Next Generation (Fernsehserie, 145 Folgen)
- 2001: Blue Murder (Fernsehserie, eine Folge)
- 2002: Soul Food (Fernsehserie, eine Folge)
- 2005: Best Friend’s Date (Fernsehserie, eine Folge)
- 2007: Charlie Bartlett
- 2008: The Border (Fernsehserie, eine Folge)
- 2009: Being Erica – Alles auf Anfang (Being Erica, Fernsehserie, eine Folge)
- 2009: Sophie (Fernsehserie, eine Folge)
- 2012: Ice Age 4 – Voll verschoben (Ice Age: Continental Drift, Stimme)
- 2013: Anchorman – Die Legende kehrt zurück (Anchorman 2: The Legend Continues)
- 2017: 6ix Rising[35]
- 2017: The Carter Effect
- 2019: Remember Me, Toronto[36]

## Auszeichnungen
- BRIT Awards
  - 2017 in der Kategorie International Male Solo Artist
  - 2019 in der Kategorie International Male Solo Artist

- Grammy Awards[37]
  - 2013 in der Kategorie Best Rap Album für Take Care
  - 2017 in der Kategorie Best Rap/Sung Performance für Hotline Bling
  - 2017 in der Kategorie Best Rap Song für Hotline Bling
  - 2019 in der Kategorie Best Rap Song für God‘s Plan
  - 2023 in der Kategorie Best Melodic Rap Performance für Wait For U (Future feat. Drake & Tems)

- Juno Awards
  - 2010 in der Kategorie New Artist of the Year
  - 2010 in der Kategorie Rap Recording of the Year für So Far Gone
  - 2012 in der Kategorie Rap Recording of the Year für Take Care
  - 2013 in der Kategorie Video of the Year für HYFR (Drake feat. Lil Wayne)
  - 2014 in der Kategorie Rap Recording of the Year für Nothing Was the Same
  - 2016 in der Kategorie Rap Recording of the Year für If You’re Reading This It’s Too Late